# 二岐渓谷
『二岐渓谷』（ふたまたけいこく）は、つげ義春による日本の漫画。1968年2月に『ガロ』（青林堂）に発表された全18頁からなる短編漫画作品である。福島県岩瀬郡天栄村の実在する「二岐温泉・湯小屋旅館」をモデルにしている。

## 解説

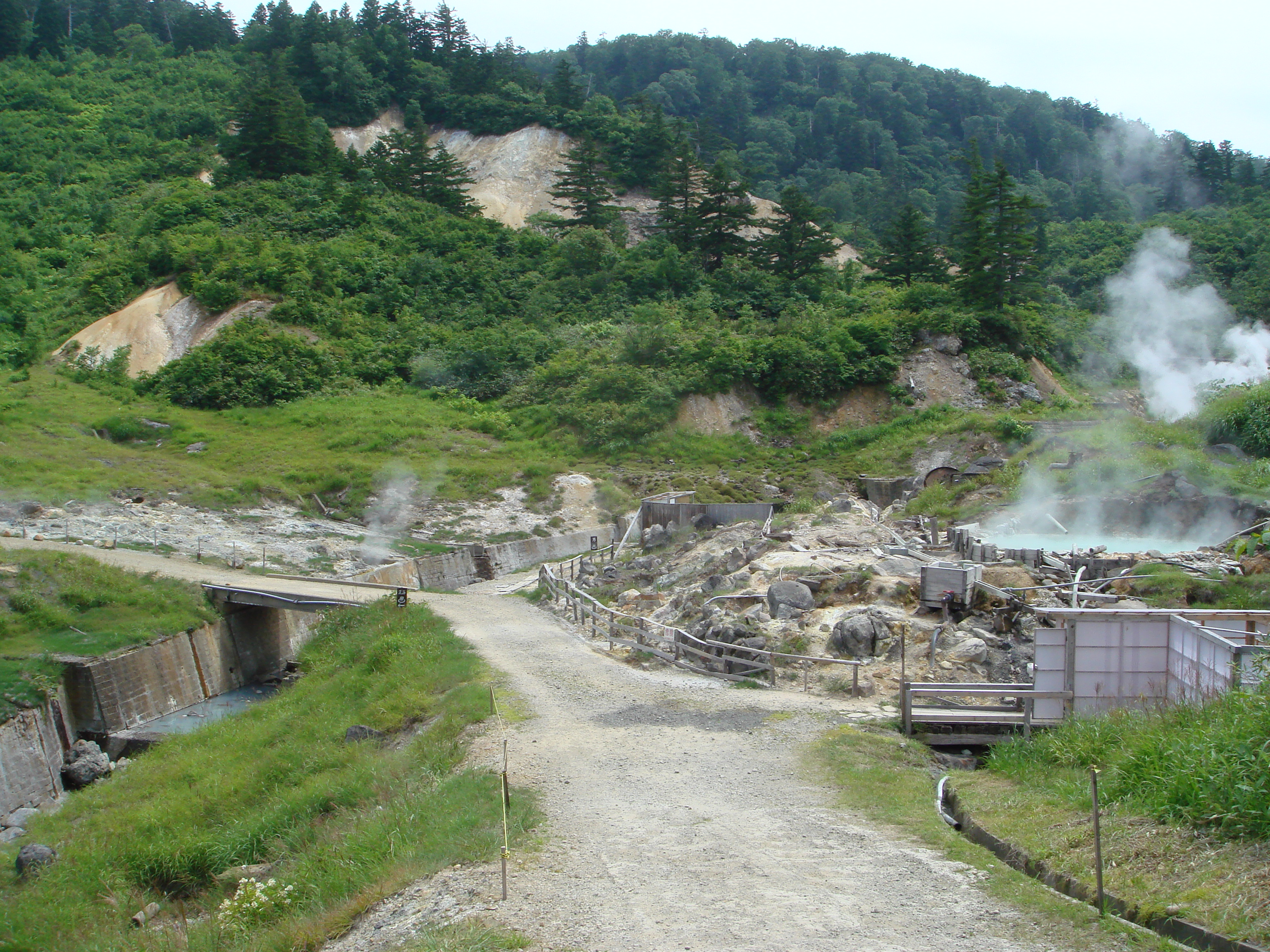
1967年秋、つげは東北地方の昔の古い温泉の写真を見て、その湯治場の佇まいが乞食小屋に近いことを知り、一人で東北大旅行を決行する。この蒸ノ湯に立ち寄った後、二岐渓谷を訪れた。

1967年秋、つげは単独で東北地方を大旅行するが、その時の収穫がこの作品に結実した。旅行では後生掛温泉や蒸ノ湯を回った後に福島県岩瀬郡天栄村の二岐渓谷を訪れた。10月に旅をし、翌年2月には発表している。行く前から構想はあったが、たまたま二岐渓谷に出会ったことで、そこを舞台にした。宿の爺さんとのサル談義は、旅行前に読んだサルの生態記録の本での話がヒントになっている。このころ、つげは”旅もの”の漫画を描くようになったために、自然に関する知識を知りたいという欲求が強くなると同時に、漫画の材料にサルや犬などの動物を描きたいと考えていた。
主人公がバナナを食べたのは事実だが、サルに盗まれるというのは空想。また、サルが露天風呂に浸かっていたという話も作り話。その逸話からサル談義が始まるのだが、この作品では異例に冒頭から文章が多い。水木しげるが、この作品を「日本で初めての随筆漫画」と絶賛したほどだが、つげ本人は漫画に随筆は向かないと当初より考えていたため、それ以降は随筆風漫画は描いていない。「漫画は文字とセリフ以外に具体的な絵を見るわけなので、具体的な出来事を起こさないとダメなんですね」と述べ、晩年の滝田ゆうが描いた随筆風の作品は成功していないと見ている。
つげの旅の多くは、友人である立石慎太郎との同伴が多かったが、この時は一人旅であった。当時偶然に、東北地方の昔の古い温泉の写真を見て、その湯治場の佇まいが乞食小屋に近いことを知り、是が非でも行ってみたくなったが、立石が金欠であったために一人旅となった。また、一人での旅の気分を味わってみたかったことも理由にあげている。

## あらすじ

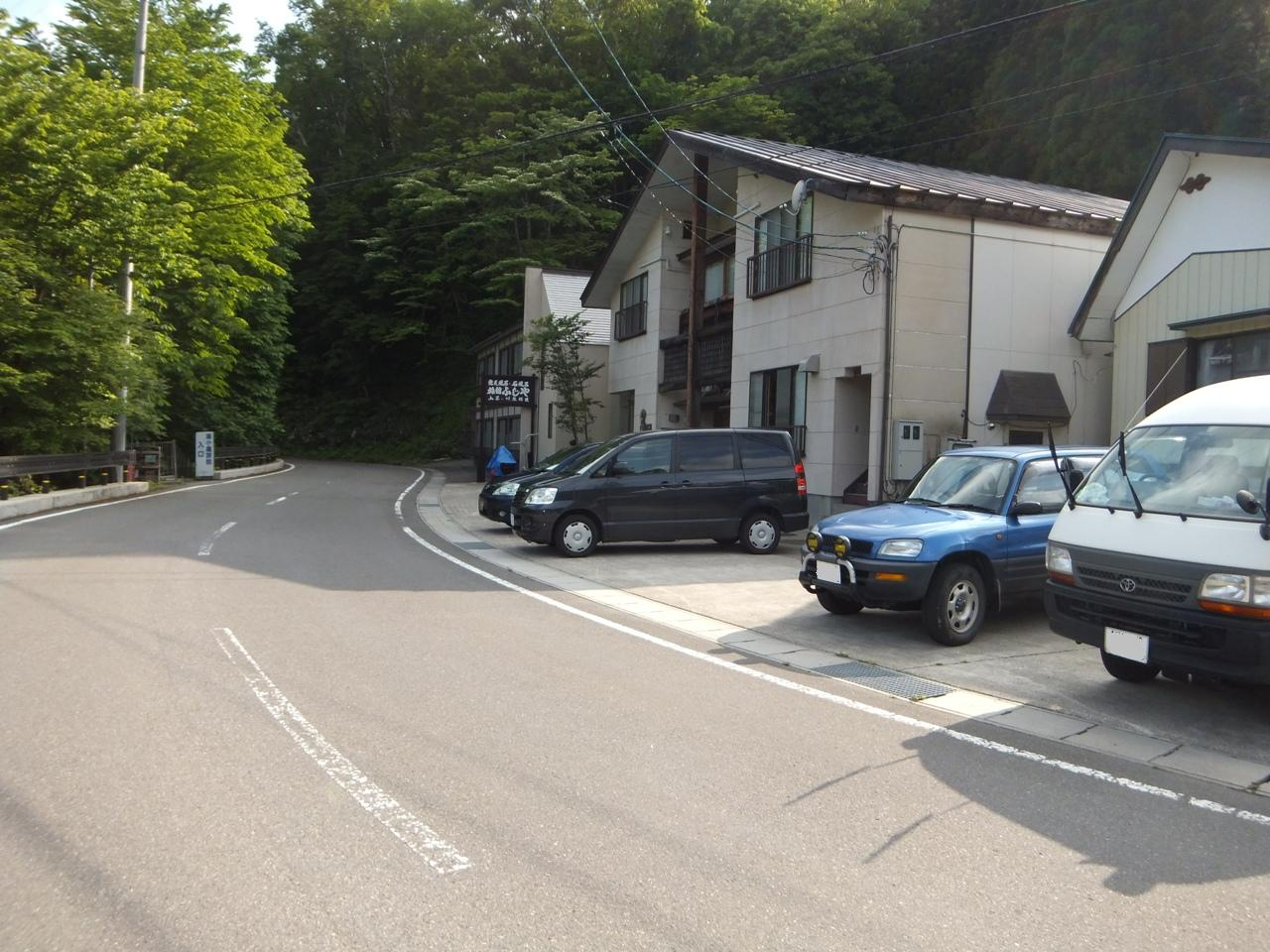
現在の二岐温泉（2013年6月8日）

主人公の青年は季節外れの台風のあった晩秋に二岐温泉に旅に出、いちばん貧しそうな老夫婦が経営する2食付き600円の宿に泊まる。役場に勤めていた老夫婦が退職金を元手に始めた宿で、夏場しか客が来ずに冬には山を下りるのであった。渓流にイワナの魚影を認めた青年は釣竿を借りようと宿に戻ったが、釣り場に戻ってみると置いていったはずのバナナがなくなっている。夕食前に露天風呂に入ろうとすると先客があった。近づくとサルだった。驚いた青年は宿に戻ると爺さん相手にサル談義を始める。どうも、バナナ泥棒の犯人もサルのようである。その夜、台風が襲来した。犬があまりに吠えるので、爺さんと青年が外に出てみると、濁流の中の流木の上に逃げ遅れた1匹のサルがけたたましく鳴いていた。
「助かる見込みはないでしょうか」と問う青年に、爺さんは「まず絶望です」とだけ答える。

## 作品の舞台

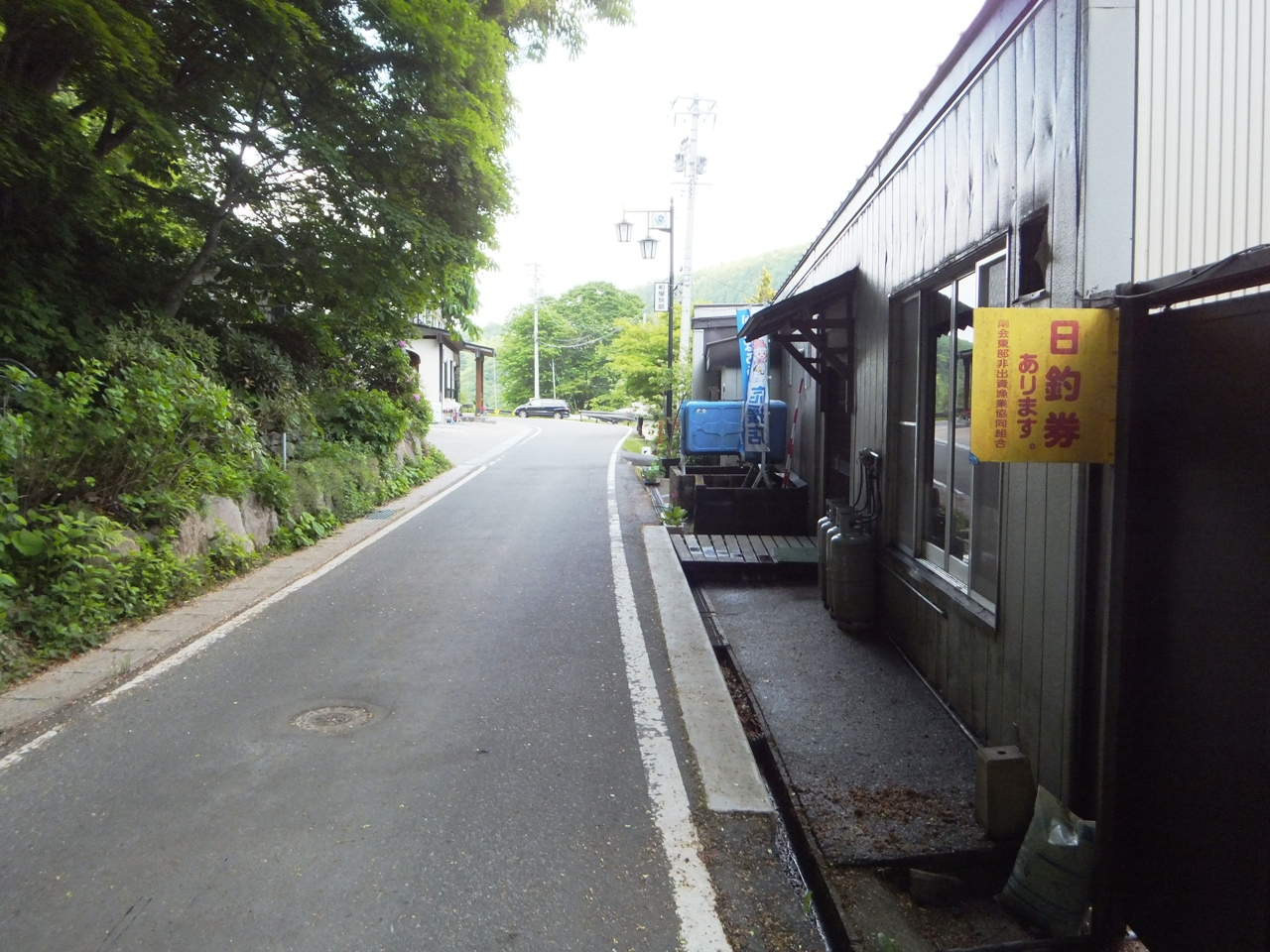
現在の二岐温泉（2013年6月8日）

二岐温泉は、福島県の南会津、二岐山の東側山麓に湧く秘湯。東北本線須賀川駅からバスで約2時間。二岐渓谷には30ヵ所から源泉が自然湧出し、湯量も豊富。渓流脇に岩で囲っただけの野趣あふれる露天風呂があり、登山客や湯治客が主な客であったが、その後の秘湯ブームで客層が変わってきている。宿は大丸屋という当時は茅葺き屋根の宿屋を中心に5軒程度あるだけのこぢんまりした湯治場であった。
つげが泊まったのは、渓底の”もっとも貧しそうな”爺さん婆さんの宿と表現された「湯小屋温泉」（星卓司経営）であった。現在、湯小屋温泉は「新湯小屋温泉」（新湯小屋旅館）に名を替え、建物はそのままで新経営者らによって運営されている。
旧湯小屋温泉の主人は、”爺さん婆さん”の息子に当たるが、体調を崩し入院。退院後、しばらくの間は営業を再開したものの、2003年7月に宿を閉めて、岩瀬湯本温泉にある一軒家に戻った。その後、店をたたむことを聞きつけた会社員4人が、旧経営者から経営権を譲り受け、共同経営で2003年8月以降、週末のみ営業している。4人の住居は郡山にあり、旧湯小屋主人とは、血縁もなく赤の他人である。新経営者らは、つげファンのために、入口もそのまま残してあるという。このため、つげファンの聖地巡礼が多い。なお、旧湯小屋温泉主人は、『枯野の宿』の宿の息子のモデルであり、『枯野の宿』の壁に描かれていた絵は、この湯小屋温泉に残されていたが、後に絵柄が描き替えられた。また、旧・湯小屋温泉の主人の風貌とタバコを持つ”時代離れ”した手つきは、つげの旅もの作品のひとつ「会津の釣り宿」の宿の主人として描かれた。。

### 湯小屋旅館保存の動き
老朽化で取り壊す話が持ち上がったが、現在も熱烈なつげファンの”聖地巡礼”地になっており、有志による存続や観光資源化の動きが本格化している。現在の湯小屋旅館の経営者の高萩一之によると漫画と旅館を照らし合わせて楽しむ客が多く、客のほとんどが温泉好きかつげファンのどちらかだという。あとを引き継いだ2003年当時にすでに老朽化が著しく宿泊には危険を伴うために建て直しを検討したが、つげファンらの熱い現状保存への声に押され、建物を残しながら駐車場部分に新建屋の建設を検討中である。
また、2014年がつげの漫画家デビュー60周年にあたるため、漫画のモデルとなった岩瀬湯本と二岐温泉の両方の地域おこしの一環として、つげ義春ゆかりの地をアピールしようという動きが高まっている。同年11月23日には「つげ義春フォーラム」が天栄村の「文化の森てんえい」で開催され、高萩一之やガロの元編集者らが集い語り合った。翌24日には「つげ義春が歩いた湯本・二岐」見学会が実施された。
2016年現在、土曜日のお昼ぐらいから日曜日のみ営業している（入浴料500円）。また、隣接する「大和館」は女将の病気のため長期休業中である。

## 評価
- 水木しげる - 日本で初めての随筆漫画と絶賛。

## 参考サイト
- つげ義春が描いた秘境の温泉（二岐・前編）文と写真：三浦 壮介 - 朝日新聞デジタル